# Julius Blum
Julius Blum GmbH est une entreprise autrichienne. Elle fabrique des charnières invisibles, des systèmes de tiroirs et d'autres équipements connexes pour l'ébénisterie et l'industrie du meuble. Leurs produits sont utilisés pour la méthode de construction sans cadre de l'ébénisterie.
Cette entreprise familiale est basée à Höchst, dans le Land de Vorarlberg en Autriche. Le 30 juin 2019, la société disposait de 7.983 employés. 97 % de ses produits sont exportés, et son chiffre d'affaires annuel est de 1.887,85 millions d'euros,.
La société dispose de 8 sites de production en Autriche où travail environ 6.600 personnes, 1 au Brésil, 1  aux États-Unis.

Julius Blum GmbH
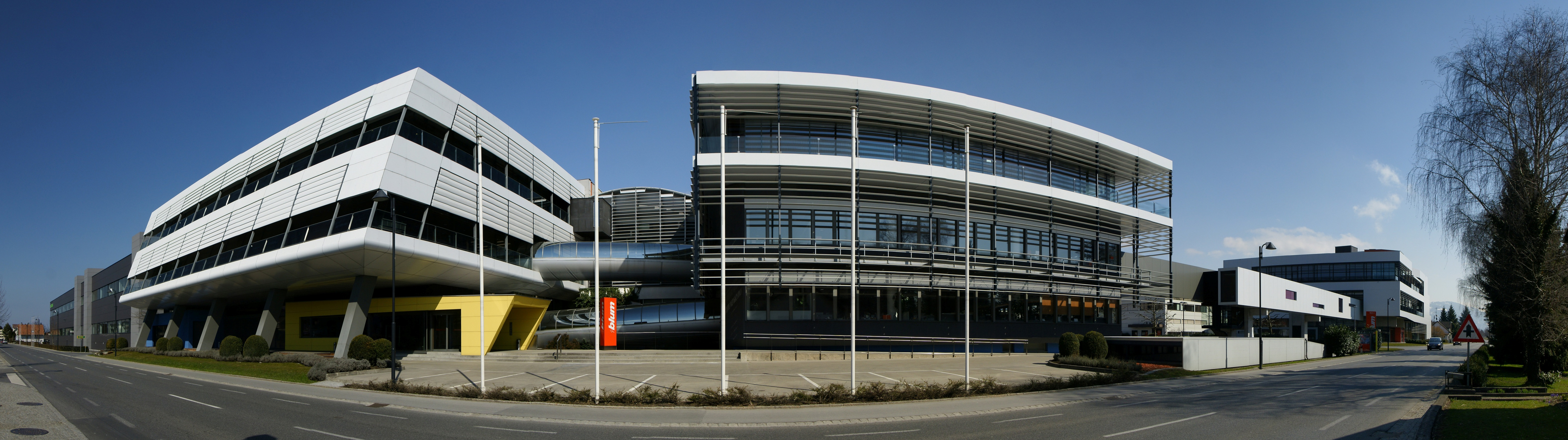
Siège et usine 2 à Höchst
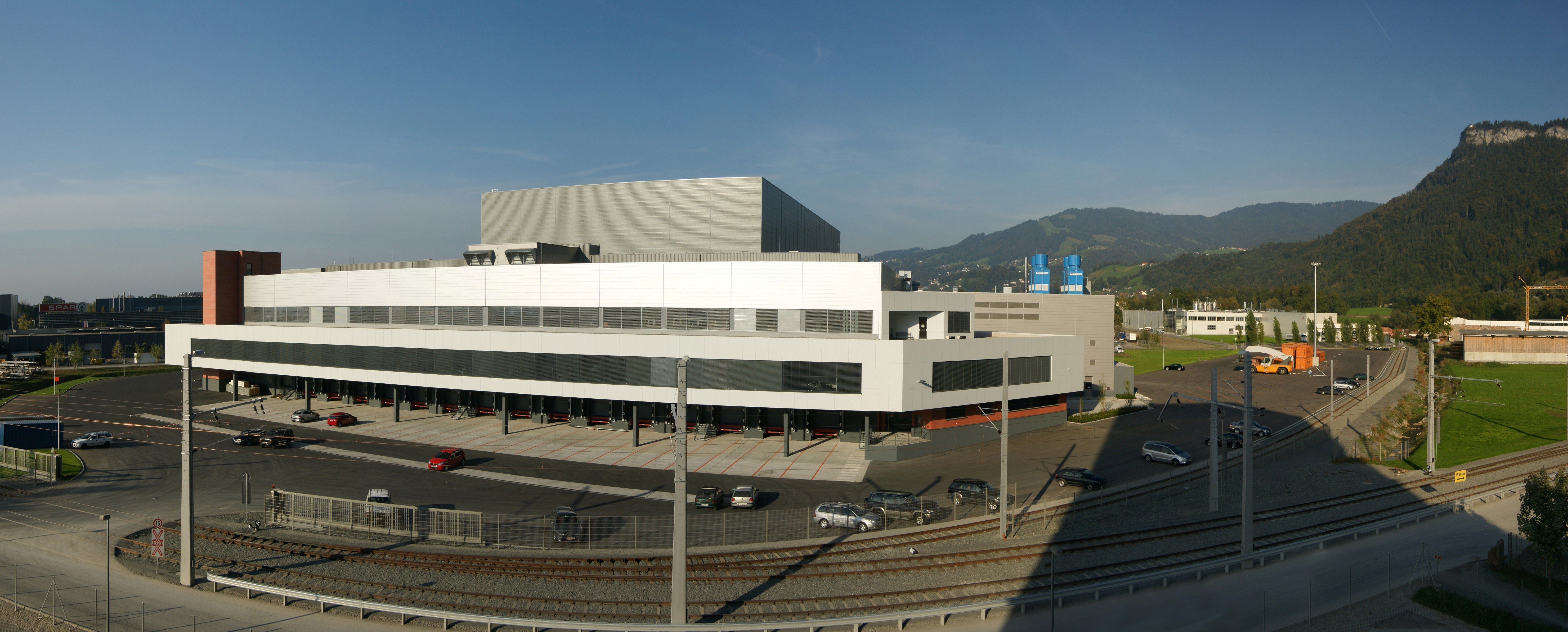
Usine 7 à Dornbirn